# Solanum sect. Leprophora
Solanum sect. Leprophora es una sección del género Solanum.
Incluye las siguientes especiesː
- Solanum elaeagnifolium Cav.
- Solanum hindsianum Benth.
- Solanum houstonii Martyn